# えのしま (列車)
えのしまとは、小田急電鉄が新宿駅 - 片瀬江ノ島駅（一部藤沢駅）間を小田原線・江ノ島線経由で運行する特別急行列車（ロマンスカー）の愛称。
本項では東京メトロ千代田線内に乗り入れる「メトロえのしま」についても述べる。

## 運行概況
2023年3月18日現在のダイヤの状況を記載する。江ノ島・鎌倉方面への観光需要により、休日の運行本数は、平日に比べて大幅に増加する。

### 平日
- 下り1本・上り3本運転。
  - 全列車単独運行。
  - 全列車片瀬江ノ島発着。

### 土休日
- 「えのしま」下り6本・上り8本、「メトロえのしま」下り2本・上り1本運転。
  - 2・4号以外の全列車は「はこね」と併結運転、「メトロえのしま」は全列車「メトロはこね」に併結運転する。
  - 全列車片瀬江ノ島発着。

### 平日・土休日共通
- 下り新宿発17時00分以降の全特急の列車名が「ホームウェイ」となる。江ノ島線系統の「ホームウェイ」は平日が片瀬江ノ島行き2本・藤沢行き3本、土休日は片瀬江ノ島行き4本・藤沢行き1本の計5本である。
- 上り新宿着9時30分までの全特急の列車名が「モーニングウェイ」となる。江ノ島線系統の「モーニングウェイ」は全列車藤沢発で、平日が2本、土休日が1本である。50号（平日運行）は新百合ヶ丘を通過する。
- 藤沢駅でスイッチバックを行うため、藤沢 - 片瀬江ノ島間（特に上り新宿・北千住行の場合）では座席は進行方向と逆に設定している。

### その他
- 2004年12月より、平日ダイヤでは昼間時間帯の「えのしま」を削減し、湘南急行を快速急行に置き換えた。
- 通常は藤沢の発着は1番ホームであるが、土休日の4号・34号・36号のみ2番ホームの発着となっている。

### 停車駅

#### えのしま号
新宿駅 - 新百合ヶ丘駅 - 相模大野駅 - 大和駅 - 藤沢駅 - 片瀬江ノ島駅

#### メトロえのしま号
北千住駅 - 大手町駅 - 霞ケ関駅 - 表参道駅 - 成城学園前駅 - 相模大野駅 - 藤沢駅 - 片瀬江ノ島駅

### 車両

#### 現用車両
- 30000形「EXE」「EXEα」
- 60000形「MSE」

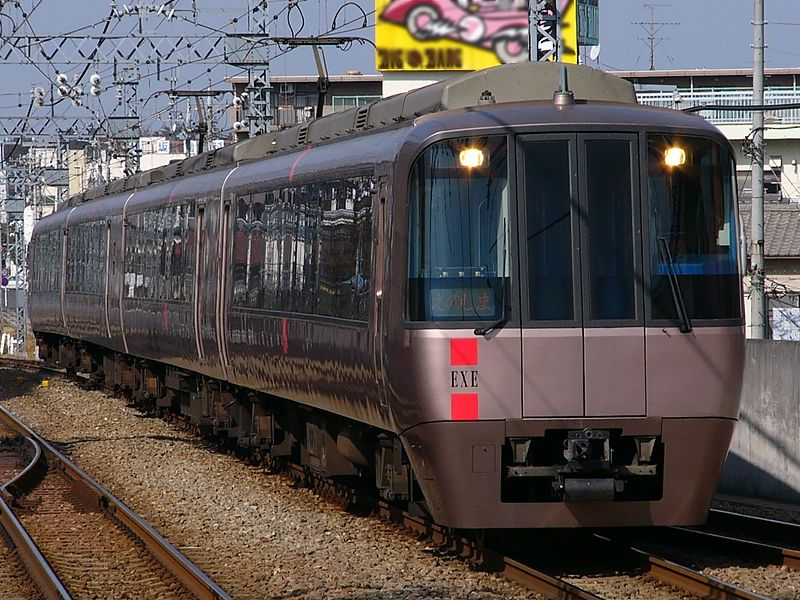
30000形EXE「えのしま」

  - 東京メトロ千代田線に乗り入れる「メトロえのしま」は地下鉄対応車両である60000系「MSE」のみが充当される。
- 70000形「GSE」
  - 2023年3月18日時点で、「えのしま」には平日は1・2号、土休日は4号に充当される。

#### 過去の車両
- 1700形
- 2300形
- 3000形「SE」・「SSE」
- 3100形「NSE」
- 10000形「HiSE」
- 20000形「RSE」

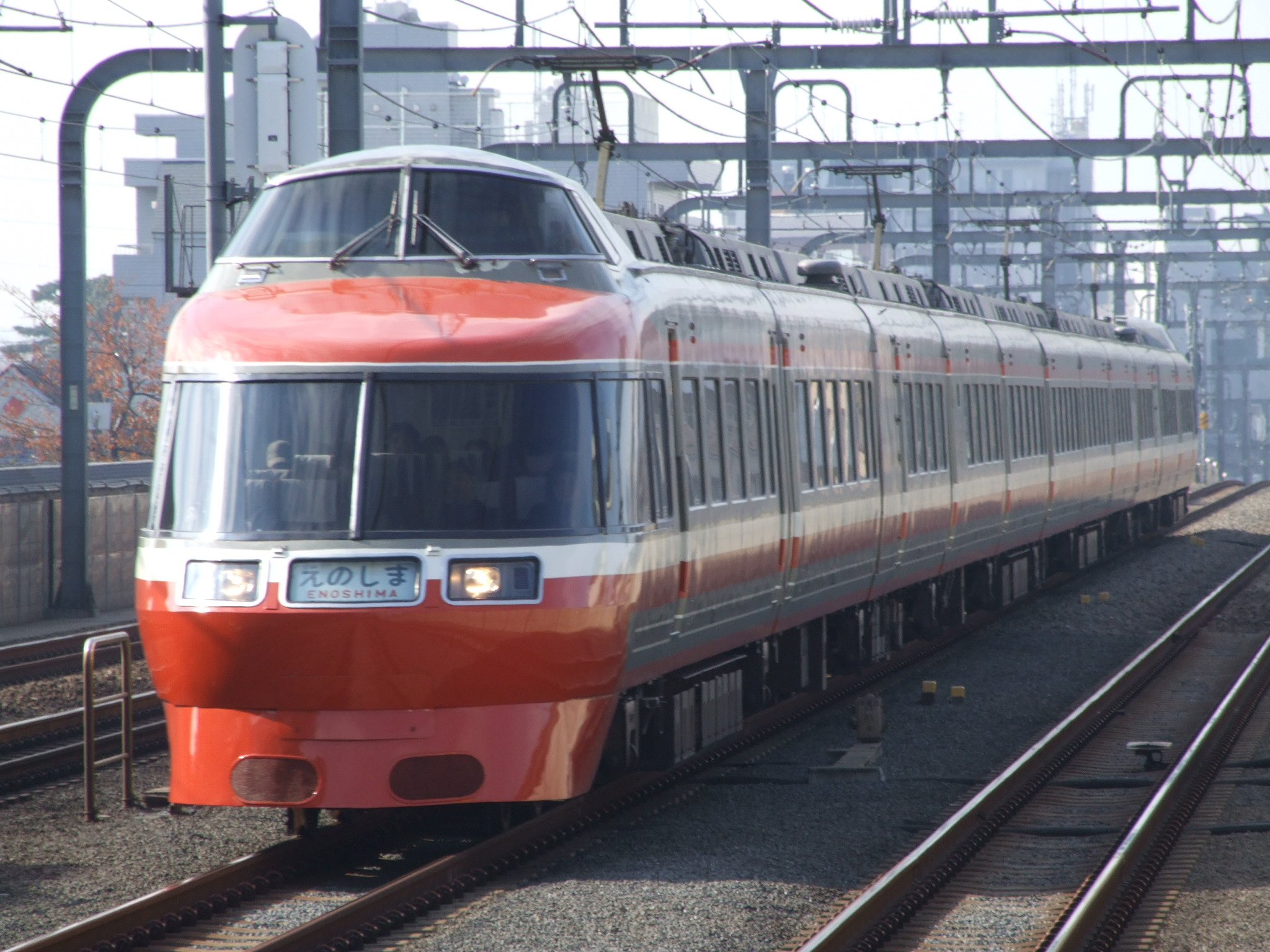
7000形LSE「えのしま」

  - 7000形「LSE」・10000形「HiSE」が運用離脱中に代走使用されたことがある。
- 7000形「LSE」
- 50000形「VSE」
  - 従来は20000形「RSE」同様、7000形「LSE」・10000形「HiSE」が運用離脱中に代走で入線していたが、2016年3月26日のダイヤ改正で平日のみ江ノ島線での定期運用が設定された。
- 1000形
  - 2016年12月、本来運用予定の車両の故障が原因で、1051編成＋1251編成の10両が「えのしま74号」に代走使用された[1]。

## 沿革
1929年（昭和4年）に江ノ島線が全通し、急行列車が夏期を中心に運行された。この時期の江ノ島線は「普通列車のガラスまで割れる」、「列車のトイレに10人乗っていた」ほどの混雑を呈したと言われる。しかし、座席指定席制を採用した列車は運行の事実がないとされており、直接的なものとしては戦後に運行を再開した際に運行された海水浴輸送の臨時特急列車およびそれに類する列車群からである。
- 1951年（昭和26年）：新宿駅 - 片瀬江ノ島駅間で座席定員制の「納涼列車」が運行される。
  - 箱根特急の運行終了後にビール等を積み車内で販売し、利用者はそれを片手に片瀬江ノ島駅より片瀬海岸で夕涼みをしてから新宿方面へ帰るものであったが、後に「えのしま」が定期化されると、夏期のみビールの販売や「ビヤホール列車」などとして運転されたとされる。後に、「すず風」などの愛称がつけられた。しかし、沿線の宅地化が進んだことで1970年代に休止。1990年代に一時的に復活したが、現在では行われていない。公式にはこれを「江ノ島特急」の緒としている。
- 1952年（昭和27年）：新宿駅 - 片瀬江ノ島駅間で特急料金の設定を開始し、臨時列車ながら特急列車の運行を開始。
  - 基本的には、海水浴の輸送が主となる夏期臨時列車であった。なお、この当時は「サービス特急」と称する[要出典]通勤形電車による料金を徴収しない特急列車や快速急行も運行され、これの一種として箱根特急の合間に特急形車両を使用して特急料金を徴収する「特急」を運行としたとされる。そのため、運行されるのは箱根方面の列車本数が少ない平日のみであった。また、愛称は「かもめ」・「ちどり」・「江ノ島」・「かたせ」・「しおじ」など多種多様のものが使われた。
- 1964年（昭和39年）：「えのしま」の名称で、休日に限り定期運転を開始。
  - 定期運行当初より、藤沢駅にも停車。これは、同駅のスイッチバック構造にも負うところがあるが、江ノ島電鉄線・鎌倉方面との連絡も視野に入っている。
- 1965年（昭和40年）：「えのしま」、毎日運行開始。
- 1967年（昭和42年）：新原町田駅（現、町田駅）に停車開始。
  - 前1966年（昭和41年）に「さがみ」の運行も開始しており、これより通勤輸送も視野に入ることとなる。また、同じ年に新原町田駅停車の「あしがら」も運行を開始する。
  - 以来、車両の変遷はあるが、一貫してロマンスカーを使用した特急列車として運行される。ただし、本数は1時間に1本程度であり、当初は3000形「SE」・「SSE」を中心に使用するなど、「さがみ」・「あしがら」と同様に中間停車特急並みに扱われていた。
- 1996年（平成8年）3月23日:大和駅に停車開始[2]。また、一部列車は30000形「EXE」により運行されるようになる。この列車は、「あしがら」と併結運転を開始する。
- 1998年（平成10年）8月22日：停車駅を従来の町田駅から相模大野駅に変更[3]。
- 1999年（平成11年）:「サポート」運転開始に合わせて、一部列車は新百合ヶ丘駅に停車。「えのしま」の大部分の列車が「サポート」と併結運転となる。また、新宿駅18時以降の「えのしま」に「ホームウェイ」の名称を使用開始。ただし、江ノ島線方面の「ホームウェイ」については新百合ヶ丘駅通過とされる。以後、30000形「EXE」が運用の中心となる。
- 2004年（平成16年）：日中の新宿駅 - 藤沢駅間に快速急行が毎時2本新設され、到達時間で「えのしま」との差異が少なくなったことから運転本数も見直され、平日を中心に大幅な減便となる。また「サポート」の愛称が「はこね」・「さがみ」に分割・変更されたことにより、「えのしま」との併結列車の愛称も同様に変更となる。
- 2012年（平成24年）3月17日：ダイヤ改正実施により「あさぎり」の使用車両が6両編成の60000形「MSE」に変更され、合わせて停車駅に相模大野駅が追加となったことで、休日のみ運転のあさぎり11・12号と併結運行を開始する。また、土休日のホームウェイは新百合ヶ丘駅に停車する。
- 2013年（平成25年）：ダイヤ修正実施により、土曜・休日のさがみ・えのしま65号がはこね・えのしま15号に変更される。また、さがみ・えのしま80号がはこね・えのしま16号に変更される。
- 2016年（平成28年）12月：本来運用予定の車両の故障が原因で、1000形1051編成＋1251編成の10両が「えのしま74号」に充当された[1]。
- 2018年（平成30年）3月17日：ダイヤ改正により「メトロえのしま」を新設。朝方の新宿方面への「えのしま」を「モーニングウェイ」に改称。「えのしま」全列車が新百合ヶ丘駅に停車。70000形「GSE」運行開始。また、「あさぎり」（同改正で「ふじさん」に改称）との併結運行が廃止される。
- 2018年（平成30年）7月10日：7000形「LSE」運用終了。同日の「ホームウェイ83号」は本来は藤沢行きであるが、片瀬江ノ島行きに延長運転された。
- 2022年（令和4年）3月12日：ダイヤ改正により、土休日は上り2本を除く全列車が「はこね」との併結運転に変更される。